# Karel Valíšek
Karel Valíšek (* 10. června 1974) je bývalý český fotbalista.

## Fotbalová kariéra
V české lize hrál za FC Union Cheb. Nastoupil v 1 ligovém utkání.

## Ligová bilance
| Ročník                          | Zápasy | Góly | Klub          |
| ------------------------------- | ------ | ---- | ------------- |
| 1. česká fotbalová liga 1993/94 | 1      | 0    | FC Union Cheb |
| CELKEM 1. liga                  | 1      | 0    |               |